# 카슈미르 분쟁
카슈미르 분쟁(Kashmir conflict)은 카슈미르 지방을 둘러싸고 인도, 파키스탄, 그리고 부분적으로 중화인민공화국이 영유권을 다투는 지역 분쟁이다. 카슈미르를 놓고, 인도, 잠무 카슈미르 라자가 역사적으로 통치 영역 전체의 영유권을 주장하고 있다. 한편 파키스탄은 중국에 의해 지배되는 지역을 제외한 전역을 자국의 영토라고 주장하고 있다. 인도는 잠무, 라다크, 시아첸 빙하 대부분 지역을 실효 지배하고 있다.
또한 중국에 의해 통치되고 있는 카슈미르 지방은 악사이친으로, 또한 중국은 1963년에 카라코람 회랑을 통치하에 두고 있다. 인도는 파키스탄과 1947년, 1965년, 1971년 총 3번 (인도-파키스탄 전쟁), 중국은 한번 전쟁 (인도-중국 전쟁)하였다. 1990년 이후 잠무 카슈미르 주는 라슈카레타이바 등 카슈미르 분리주의자와 인도군의 충돌이 반복되어 수천 명 규모의 사망자를 내고 있다.

## 역사

### 인도 분할
영국은 인도 아대륙을 영국 동인도 회사를 통해 17세기부터 지배해왔고 인도 아대륙은 1858년부터 영국의 직접 지배를 받았다. 시간이 흘러 영국의 영향력은 약해져 갔고 이는 인도 아대륙 지배에서도 마찬가지였다. 인도 아대륙 내에서 다수인 힌두교도들과 소수인 무슬림들이 내전을 일으킬 가능성이 있었음에도 불구하고 영국은 인도의 독립을 인정하기로 했다. 결국 1948년이 시작되기 전까지 인도 통치를 포기하겠다는 결정을 영국 의회를 통해 내렸다.
1947년 독립 이후 종교에 따른 인도와 파키스탄의 양국 수립이 결정되고, 영국령 시대에 자치적이던 대부분의 번왕국들이 인도나 파키스탄 연방에 주권을 양도하고 자발적으로 가입하기 시작하였다. 파키스탄의 초대 대통령이 되는 무함마드 알리 진나 역시 번왕국들이 인도와 파키스탄 중 한 곳을 선택해야 한다고 주장했다.그러나 마하라자(번왕) 하리 싱을 포함한 지도층이 힌두교도인 반면 다수 인구는 무슬림이던 잠무 카슈미르 왕국의 지위가 모호해졌고, 마하라자는 분쟁을 막기 위해 독립을 유지하겠다고 선포했다. 이에 파키스탄 측은 카슈미르를 파키스탄에 편입시키기 위해 정치적으로 접근하기 시작하였는데, 이것이 성공을 거두지 못하는 동안 무슬림 연맹이 무장 반란을 조직하고 파슈툰족의 침공을 조장하는 등 폭력적 갈등이 고조되었다. 민중 사이에서도 무슬림과 힌두교도 사이에 폭력사태가 빈발하여 다수의 학살 사건이 벌어졌다.

### 카슈미르 침공
이러한 배경에서 반복되는 부족 민병대의 공격과 증가하는 무슬림 군대의 반란 가능성에 위협을 느낀 마하라자는 인도 측에 군사 지원을 요청했고, 10월 27일 공수된  인도군이 스리나가르 공항을 확보했다. 또한 국민회의 민병들도 인도군과 협력하여 도시를 장악하였다. 그러자 11월 1일 주 서부의 길기트 지구에서 정찰대 사령관이 반란을 일으켜 카슈미르 측의 주지사를 축출하고 파키스탄에 가입할 것을 요청했다. 이후 주 서부의 반군 세력과 파슈툰족 민병들이 파키스탄의 지원을 받아 인도군과 충돌하며 제1차 카슈미르 전쟁이 발발하였다.
1948년 유엔 안보리의 중재에 따라 명시된 휴전 조건에 따르면 양국이 군대를 철수한 후 카슈미르의 국가 귀속을 결정하기 위한 국민투표를 치르기로 되어있다. 그러나 비무장화 과정에서 일어난 의견 불일치로 인해 국민투표는 끝내 실시되지 않았고 휴전선은 반영구적인 경계가 되었다.

### 1989년 이슬람 무장 운동
1989년부터 인도의 카슈미르 통치에 반발하는 이슬람 무장 운동이 시작되었고, 높은 실업률과 인도 보안군의 물리적인 시위 진압에 대한 불만이 증가하면서 상황이 악화되었다.
1990년 인도 보안군이 잠무 카슈미르주 내에서의 질서 유지를 위해 민간인이나 사법부의 감시없이 조사, 체포, 압류, 사살할 수 있는 권한(Armed Forces Special Powers Act)을 인도 의회의 승인을 받아 가지게 되었고, 1998년 인도 보안군에게 구금, 고문, 살해당한 굴람 레구에 대한 진정서를 2007년 인도 대법원에서 기각한 것도 같은 취지에서였다.
인도 정부나 각국 무관들의 견해는 다르나 인도령 잠무 카슈미르에 주둔하고 있는 무장 병력은 6개에서 7개 대대 정도로, 56,638명 또는 50,981명이 배치되어 있다. 잠무 카슈미르에 인도군 병력 로써 세계에서 가장 군사화된 지역인 카슈미르는 70만여 명의 병력이 주둔하고 있다. 이는 아프가니스탄, 이라크, 리비아보다 높은 비율이다. 하지만 인도는 자료의 수치가 과장된 것이라며 인정하지 않고 있다.
잠무 카슈미르에 주둔하는 인도군 외의 병력은 모두 인도 내무부 산하의 준군사조직이다. 이 준군사조직에는 인도 국경수비대(Border Security Force, BSF)가 가장 우세하고, 이 외에 인도 중앙경찰예비대(Central Industrial Security Force, CISF), 인도 티베트 국경수비대(Indo-Tibetan Border Police Force ITBP), 인도 중앙산업보안군(Central Industrial Security Force CISF), 인도 경찰예비대(Indian Reserve Police IRP), 사샤스트라 시마 발(Sashastra Seema Bal, SSB)이 있다. 정보기관으로는 인도 국내정보국(IB)과 인도 연구분석원(RAW)이 있는데 인도 연구분석원의 요원들은 지역(district)마다 8명씩 배치되며 요원 한 명은 인도 경찰의 경정(Senior Superintendent of Police, SSP)과 지위가 같다.
잠무 카슈미르주 아난트나그의 하이그라운드 기지는 최대 150여 가구가 가지고 있던 땅을 보상이나 대여없이 불법적으로 점유하고, 마을을 감시할 목적으로 세워졌다.

### 2019년 자치권 박탈
헌법 조항 370조는 인도인들의 잠무 카슈미르주에 대한 부동산 구입과 정착을 막을 수 있도록 하는 역할도 했으며, 현재 인도 내 유일한 무슬림 다수 지역인 잠무 카슈미르 지역을 인도가 편입할 수 있게 하는 역할을 했다. 헌법 조항 370조는 잠무 카슈미르의 깃발와 개별적인 입법권을 인정하는, 즉 자치권을 부여하는 35A항을 포함하는 조항이다. 이 자치권은 잠무-카슈미르가 거주권, 재산권, 기본권을 보장할 수 있도록 헌법적 권한을 부여하는 권리였다. 
 이 조항이 인도의 헌법에 들어가게 된 것은 초대 총리 자와할랄 네루와 카슈미르의 정치적 리더였던 셰이크 압둘라(Sheikh Abdullah) 사이에서 몇 년간 이뤄졌던 협상의 결과였다.
2019년 8월 초, 인도의 총리 나렌드라 모디는 38,000명의 인도 보안군을 잠무 카슈미르에 추가로 배치하기로 결정했고, 8월 4일 일요일부터 힌두교 순례여행은 취소와 대학교와 학교들이 휴교를 명령했다.
여행객들은 "가능한 한 빨리 떠나라"는 철수 명령을 받았으며 휴대전화와 인터넷이 차단되었고 지역 정치인들은 가택연금을 당했다.
그 중에서는 정치인 뿐만 아니라 활동가를 포함하여 모두 100여 명이 체포되었다.
카슈미르 주민들은 8월 5일 월요일 인도 내무부 장관인 아미트 샤가 헌법 370조를 폐지하고 인도 의회를 통해 잠무 카슈미르의 특별 지위를 박탈하겠다고 발표한 것을 알지 못했다. 헌법 370조의 폐지는 힌두 민족주의자이자 인도 인민당의 당수인 나렌드라 모디 총리가 주장하는 구호 중 하나였고, 인도 인민당은 5월 재선에서 압도적인 승리를 거뒀다.
한편 8월 7일 수요일 인도 당국은 시위대들 중 사망한 한 명이 통금 시간을 지키지 않아 경찰에 연행되던 중 물에 뛰어들어 익사했다고 발표했다.
카슈미르에서 가장 큰 도시인 스리나가르의 거리에는 바리케이트가 설치되었고 이동이 통제되었다. 이 조치 이후로 7백만 명에 가까운 사람들이 가족이나 친구에게 연락할 방법없이 카슈미르에 발이 묶였다. 카슈미르에 대한 이러한 인도 정부의 명령은 전례없는 것이었다.
헌법 370조는 몇십 년 동안 그 의미가 상당히 희석되었고 잠무 카슈미르는 자신들만의 헌법과 깃발을 가졌을 뿐, 인도의 다른 주들보다 자치권이 강했던 것은 아니었다. 여당인 인도 인민당 정부는 1950년대부터 지속되던 카슈미르의 헌법적 지위를 부정했고, 이는 카슈미르에 민주주의적 변화를 우려하는 인도 정부의 의도가 반영된 결과이기도 했다. 비록 이런 민주주의적 변화의 조짐이 거의 없었음에도 불구하고, 카슈미르의 자치권을 박탈한 것은 현 인도 정부가 가장 중요하고 상징적으로 여긴 조치였기 때문이다. 같은 해 5월 인도 인민당의 재선 공약에는 카슈미르의 특수한 지위를 폐지하고 경제 발전을 촉진시키겠다는 공약이 있었는데, 많은 무슬림이 거주한다는 이유나 파키스탄의 반발을 이유로 잠무 카슈미르를 특별히 대우할 이유가 없다고 주장하고 있다. 통신이 끊겼기 때문에 카슈미르에 있는 알 자지라 특파원들은 위성 전화를 이용하는 지역 저널리스트들과 와이파이를 통해 정보를 얻고, 승객을 가장해 USB 드라이브들을 공항으로 배송하거나, 잠무 카슈미르주 외부의 도시를 통해 정보를 공유하기도 했다.

## 같이 보기
- 인도-파키스탄 관계
- 인도-파키스탄 전쟁